# مسیف (الجزایر)
مسیف (انگلیسی: M'Cif) یک شهر در استان مسیله کشور الجزایر است.